# استرینگتاون، شهرستان باربور، ویرجینیای غربی
استرینگتاون (به انگلیسی: Stringtown) یک منطقهٔ مسکونی در ایالات متحده آمریکا است که در شهرستان باربر، ویرجینیای غربی واقع شده‌است.